# Механизированный мост

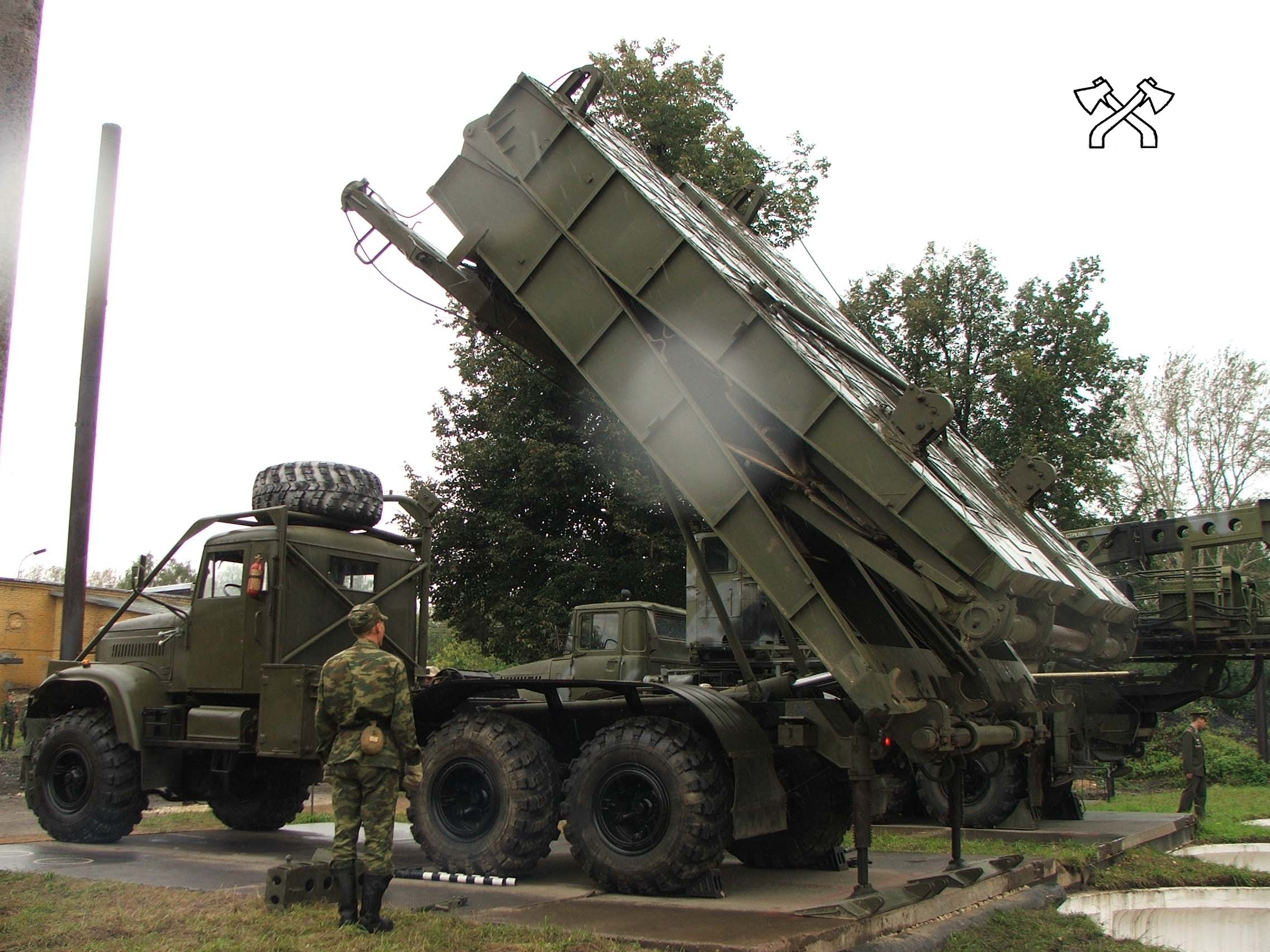
Тяжёлый механизированный мост — 3 модель (ТММ-3) инженерных войск ВС России.

Механизированный мост —- мостовая конструкция транспортируемая, устанавливаемая на преграде и снимаемая с неё мостоукладчиками.
Основной частью механизированного моста является мостовая конструкция, предназначенная для установки на преграде. Мостовая конструкция включает пролетное строение, одну или несколько промежуточных опор и вспомогательные устройства.
По классификации инженерных войск механизированные мосты относятся к средствам преодоления водных преград. Для транспортировки мостовых конструкций используются мостоукладчики на танковой и автомобильной базе, а также на прицепах. Чаще механизированные мосты на танковой базе называют танковыми мостоукладчиками.